# Asea
Asea (griechisch Ασέα (f. sg.)) ist eine Ortsgemeinschaft im Hochland von Arkadien auf dem Peloponnes in Griechenland mit nur 132 ständigen Einwohnern.
Sie besteht aus den Dörfern Asea (85 Einwohner) und Kato Asea (47 Einwohner) und war bis 2010 der Verwaltungssitz der Gemeinde Valtetsi. 2011 wurde Asea mit dieser nach Tripoli eingemeindet.
Kato Asea ist der Geburtsort des griechischen Dichters Nikos Gatsos.